# Parapaleomerus sinensis
Il parapaleomero (Parapaleomerus sinensis) è un artropode estinto, vissuto nel Cambriano inferiore (circa 520 milioni di anni fa). I suoi resti fossili sono stati ritrovati nel giacimento di Maotianshan, in Cina.

## Descrizione
Questa specie è nota solo attraverso pochi esemplari di cui si sono conservate solo le parti dure; il più grande di questi esemplari è lungo in totale 9 centimetri.  L'esoscheletro dorsale era relativamente corto e largo, e dietro la regione della testa i lati dell'animale erano piuttosto piatti, in contrasto con la regione centrale arrotondata. Lo scudo cefalico era corto e ampio, ed era sprovvisto di qualunque struttura che potesse richiamare degli occhi. Il corpo era composto da dieci segmenti molto simili fra loro (tergiti), dei quali gli ultimi tre erano ridotti in senso laterale. Un'undicesima tergite costituiva la coda (telson), corta e con un'estremità posteriore arrotondata.

## Classificazione
Il parapaleomero è molto simile ad altri tre artropodi primitivi: Paleomerus del Cambriano inferiore della Svezia, Strabops e Neostrabops degli USA, rispettivamente del Cambriano superiore e dell'Ordoviciano superiore. La somiglianza con Paleomerus è tale che i due animali potrebbero appartenere allo stesso genere, ma la presenza di occhi in posizione dorsale sui fossili di Paleomerus indica la probabile distinzione a livello generico. Il parapaleomero è stato considerato un chelicerato primitivo, addirittura un modello per gli aracnomorfi più arcaici (Dunlop & Selden, 1998). È probabile, inoltre, una parentela con due artropodi del Cambriano medio di Burgess Shales, Molaria ed Emeraldella. Entrambe queste forme, però, possiedono un telson stretto e allungato decisamente diverso da quello della forma cinese. Dal momento che i fossili rinvenuti finora sono sprovvisti di parti molli e di appendici, non è possibile ipotizzare quale fosse l'ecologia di questo animale.